# Battaglia di Valverde
La battaglia di Valverde, o battaglia di Valverde Ford, fu combattuta il 20-21 febbraio 1862 nei pressi di Valverde al guado del Valverde Creek nel territorio Confederato dell'Arizona, in quello che oggi è il Nuovo Messico. Fu un'importante vittoria dei Confederati nella campagna del Nuovo Messico della guerra di secessione americana. Si scontrarono la cavalleria Confederata del Texas e molte compagnie di milizie dell'Arizona contro l'esercito regolare ed i volontari Unionisti del Nuovo Messico settentrionale e del Colorado.

## Panoramica
Il generale di brigata Confederato Henry Hopkins Sibley aveva previsto di invadere il Nuovo Messico con il proprio esercito, sconfiggere l'Unione, conquistare la capitale Santa Fe e marciare verso ovest per conquistare la California unendola ai territori confederati. Il primo passo per Sibley era il reclutamento di un esercito a El Paso e la marcia verso nord lungo il Rio Grande con l'obiettivo di conquistare Fort Craig e le provviste al suo interno sconfiggendo il colonnello federale Edward Canby. Il 3 gennaio 1862 Sibley partì da El Paso con tre reggimenti ed una parte di un reggimento di texani a cavallo per un totale di 2510 ufficiali e soldati. Fort Craig, 225 km a nord di El Paso, era il principale ostacolo sul suo cammino. Canby lo attese qui con 3800 uomini, soprattutto fanti. Solo 1200 degli uomini di Canby erano veterani di qualche battaglia, il resto era composto da 2000 volontari del Nuovo Messico, 100 del Colorado e 500 milizie. Kit Carson comandò il 1º reggimento di colontari del Nuovo Messico.

### Forze dell'Unione
Lo schieramento delle forze dell'Unione era il seguente:
Dipartimento del Nuovo Messico - colonnello Edward Canby
- Cavalleria regolare
  - 1º cavalleria (2 compagnie) - capitano Richard Lord
  - 3º cavalleria (5 compagnie) - maggiore Thomas Duncan
- Fanteria regolare
  - 5º fanteria (5 compagnie) - capitano Benjamin Wingate
  - 7º fanteria (3 compagnie) e 10º fanteria (3 compagnie) - capitano Peter Plympton
- Artiglieria
  - Batteria di McRae - capitano Alexander McRae
- Volontari del Colorado
  - Compagnia di Dodd, 2º fanteria del Colorado - capitano Theodore Dodd
- Volontari del Nuovo Messico
  - 1º fanteria del Nuovo Messico - colonnello Kit Carson
  - 2º fanteria del Nuovo Messico - colonnello Miguel Pino
  - 3º fanteria del Nuovo Messico - colonnello José Gallegos
  - 4º fanteria del Nuovo Messico - Col. Gabriel René Paul
  - 5º fanteria del Nuovo Messico - colonnello Benjamin Stone Roberts
  - Compagnia di cavalleria indipendente di Graydon - capitano James Graydon
- Milizia del Nuovo Messico
  - 1° milizia del Nuovo Messico - colonnello M. Armio
  - 2° milizia del Nuovo Messico - colonnello N. Pino

### Forze dei Confederati
Armata del Nuovo Messico - generale di brigata Henry Hopkins Sibley
- 2º battaglione fucilieri a cavallo del Texas - maggiore Charles Lynn Pyron
- 4º reggimento fucilieri a cavallo del Texas - tenente colonnello William Read Scurry
- 5º reggimento fucilieri a cavallo del Texas - colonnello Thomas Green
- 7º reggimento fucilieri a cavallo del Texas - tenente colonnello John Sutton
- Battaglione di artiglieria - capitano Trevanion Teel

## Contesto storico
Sibley guidò la propria brigata a meno di 35 km da Fort Craig la sera del 13 febbraio. Giudicando il forte troppo difficile da assaltare, Sibley spiegò la sua brigata in linea per i successivi tre giorni sperando di convincere i federali ad aprire, ma Canby, non avendo fiducia nelle sue truppe volontarie, si rifiutò di attaccare.
Quando le razioni iniziarono a scarseggiare, i Confederati non poterono continuare ad aspettare e organizzarono un consiglio di guerra per il 18, con Sibley che ordinò all'esercito di attraversare il Rio Grande e risalirne la riva orientale fino al guado di Valverde, 10 km a nord di Fort Craig, sperando di tagliare le comunicazioni tra la fortezza ed il quartier generale di Santa Fe.
()

## Battaglia
Il mattino dopo, il 21 febbraio, Sibley mandò un'avanguardia formata da quattro compagnie del 2º fucilieri del Texas col maggiore Charles Pyron a fare una ricognizione al guado Valverde, con il 4º fucilieri del tenente colonnello William Read Scurry al seguito. Il resto della brigata rimase al campo, intenzionato a seguirli poco dopo.
Le guide dell'Unione informarono Canby dei movimenti Confederati verso nord. Canby inviò un gruppo misto di fanteria, cavalleria e artiglieria al guado col colonnello Benjamin Stone Roberts del 5º fanteria del Nuovo Messico. Fanteria ed artiglieria rallentarono la colonna, così Roberts mandò avanti il maggiore Thomas Duncan con la cavalleria per difendere il guado. Dopo la partenza di Roberts, Canby mandò altri rinforzi dalla guarnigione della fortezza, e incaricò numerose compagnie di volontari del Nuovo Messico di "controllare i movimenti del nemico, minacciarne i fianchi e la retroguardia, ed impedirne i movimenti il più possibile".
Quando i Confederati di Pyron giunsero sulla riva orientale del guado di Valverde trovarono le forze dell'Unione già schierate a bloccare il passaggio. Pyron chiese rinforzi al 4º fucilieri mentre i suoi uomini si nascondevano in un vecchio letto asciutto, che divenne un'ottima posizione difensiva. Inizialmente, nonostante lo svantaggio numerico, la cavalleria dell'Unione si schierò in linea invece di cercare di cacciare i Confederati dalla loro posizione. Questo obbligò l'artiglieria nordista a restare sulla riva occidentale del Rio Grande.
Quando Scurry giunse schierò il proprio reggimento alla destra di Pyron, con l'artiglieria Confederata a sinistra. Nonostante avessero raggiunto la superiorità numerica, i Confederati erano armati con armi a corto raggio, per cui non erano in grado di raggiungere le postazioni nordiste distanti 300 metri. Anche gli obici Confederati erano troppo lontani. Nel frattempo Canby ordinò a buona parte della guarnigione rimasta a Fort Craig di marciare verso Valverde, lasciando solo poche milizie a difendere la fortezza. Quando arrivò, Canby spostò molti uomini, compresa l'artiglieria, sulla riva orientale lasciando il 1° volontari del Nuovo Messico di Carson ed il 2° del colonnello Miguel Piño sulla riva occidentale in riserva.
Nel primo pomeriggio il resto dei Confederati, il 5º fucilieri di Thomas Green ed un battaglione del 7º fucilieri di John Sutton, giunse sul campo di battaglia, a corto di acqua e senza accesso al fiume a causa dei nordisti. Sibley, che il mattino era rimasto con la carovana, rinunciò al comando della brigata che fu assunto da Green, che lasciò il comando del 5º fucilieri al maggiore Samuel Lockridge. Attorno alle 14:00 Green autorizzò una compagnia di lancieri a tentare una carica a quella che credevano essere un'inesperta compagnia del Nuovo Messico sul fianco destro unionista. I soldati nordisti si rivelarono però una compagnia del Colorado in grado di sconfiggere la carica senza problemi. Venti lancieri furono uccisi o feriti, e quasi tutti i cavalli resi inabili o uccisi. Quando tornarono alla linea Confederata, la compagnia di lancieri si riarmò con pistole e proseguì la battaglia. Fu la prima e ultima carica di lancieri della guerra di secessione americana.
Alle 16:00 l'Unione sembrava in vantaggio in battaglia. Canby decise che un attacco frontale avrebbe fallito, e scelse di attaccare sulla sinistra. Per farlo ordinò ad una delle sue batterie a destra di avvicinarsi ai Confederati e spostò molte compagnie a destra, compreso il 1º reggimento di Carson che attraversò il fiume e si dispose in linea. Il trasferimento delle truppe indebolì il centro della linea dell'Unione e la batteria sulla sinistra di Canby. Sperando di bloccare l'attacco dell'Unione, Green ordinò al maggiore Henry Raguet di attaccare la destra dell'Unione col proprio battaglione. L'attacco fu respinto dal fuoco frontale del 1° del Nuovo Messico, e la destra dell'Unione avanzo seguendo la ritirata Confederata.
Fu allora che Green ordinò ai Confederati a destra di Scurry di caricare il centro dell'Unione e la batteria a sinistra. L'attacco fu portato da 750 uomini in tre ondate successive. Più che il basso morale dei Confederati, fu il loro disperato bisogno di acqua a spingerli. La sorpresa della carica Confederata mise in rotta metà della batteria di sostegno. Lockridge fu ferito mortalmente durante questo attacco. I Federali contrattaccarono con la cavalleria, ma i Confederati continuarono l'attacco al fianco sinistro di Canby, conquistando sei pezzi d'artiglieria e mettendo in rotta i nordisti, sia regolari che volontari. Sibley stava per ordinare un nuovo attacco quando Canby issò bandiera bianca chiedendo il cessate il fuoco per recuperare i corpi di morti e feriti, richiesta accettata da Sibley. Canby riuscì a riorganizzarsi, con meno di 200 disertori tra i volontari del Nuovo Messico, ed ordinò una ritirata a Fort Craig lasciando aperta ai Confederati la strada diretta a nord verso Santa Fe.

## Conseguenze
Lasciati in possesso del campo di battaglia, 
i Confederati avevano vinto lo scontro riportando però dure perdite: 36 morti, 150 feriti e 1 disperso sui 2590 uomini iniziali. A causa della resistenza delle mura del forte, Sibley scelse di abbandonare l'idea di conquistare la fortezza proseguendo invece verso nord diretto ad Albuquerque e Santa Fe, dove sperava di conquistare i rifornimenti necessari. Fu rallentato dalle perdite di cavalli e muli in battaglia, per cui fu obbligato ad appiedare il 4º fucilieri del Texas ed a distruggere alcuni carri e rifornimenti.
Canby affermò di aver subito 3 ufficiali e 65 soldati morti, 3 ufficiali e 157 soldati feriti, 1 ufficiale e 35 uomini dispersi per un totale di 264 persone. Ebbe altri dispersi e disertori, soprattutto disertori, per un totale del 16% degli uomini, circa 432 sui 2800 totali. Considerandosi in inferiorità numerica scelse di non inseguire Sibley, mandando invece distaccamenti di volontari del Nuovo Messico a punzecchiare la retroguardia Confederata per rallentarli. Rimase con il grosso dell'esercito a Fort Craig per bloccare ai Confederati le linee di rifornimento e per intercettare i rinforzi di Sibley, sperando di bloccare il grosso dell'esercito Confederato tra sé e Fort Union.
Né Sibley né Canby ricevettero premi per quanto fatto in battaglia. Sibley fu messo fuori uso da alcool e malattie e passò la maggior parte dei giorni in ambulanza. Il colonnello Green fu il comandante de facto e fu il suo assalto al centro dei Canby a riportare la vittoria. Canby criticò i volontari del Nuovo Messico, soprattutto ispanici, per la sconfitta, ma fu la sua scelta di rinforzare la destra indebolendo centro e sinistra a causare la sconfitta dell'Unione.  Sull'ala destra di Canby, il reggimento di Kit Carson partecipò limitatamente alla battaglia ma si comportò bene. I volontari stavano avanzando e stavano vincendo la battaglia. Furono increduli quando Canby ordinò la ritirata.
La battaglia rappresentò il punto più basso della carriera militare di Canby ed il più alto di Sibley. La loro reputazione fu opposta dopo lo scontro. Dopo la battaglia si disse che i due comandanti Canby e Sibley, che erano stati alleati e si erano addestrati insieme, potessero essere cognati. Future ricerche portarono alla luce poche prove che lo potessero dimostrare.